# Leopold Obermayer
Leopold Isaak Obermayer (geboren am 10. Mai 1892 in Würzburg; gestorben am 22. Februar 1943 im KZ Mauthausen) wurde als Jude und Homosexueller in der Zeit des Nationalsozialismus verfolgt. Der promovierte Jurist war Schweizer Staatsbürger und betrieb einen Weingroßhandel in Würzburg. Im Oktober 1934 verhaftet, wurde Obermayer zwei Jahre überwiegend im KZ Dachau festgehalten und 1936 wegen Vergehens gegen § 175 dStGB zu zehn Jahren Zuchthaus verurteilt. Die zuständigen Schweizer Stellen taten sich mit der Betreuung des Gefangenen schwer; teilweise vertraten sie den Standpunkt, „daß Obermayer wohl kaum schweizerisch zu fühlen und denken versteht“.

## Leben
Obermayers Vater hatte 1875 seine bayerische Staatsbürgerschaft abgelegt und die Schweizer Staatsbürgerschaft erworben. Ebenso wie seine Eltern und Geschwister war Leopold Obermayer in Siblingen im Kanton Schaffhausen heimatberechtigt. Obermayer besuchte die Israelitische Religionsschule in Fürth und das Neue Gymnasium in Würzburg. Anschließend studierte er Rechts- und Staatswissenschaften in Würzburg, Dresden und Frankfurt am Main, wo er 1918 mit Auszeichnung promovierte. Nach Ausbildung und Militärdienst in der Schweiz trat Obermayer als Prokurist in die Weingroßhandlung seines Vaters ein; nach dem Tod seines Vaters 1926 übernahm er das Unternehmen. Seine Homosexualität akzeptierte der gläubige Jude nach anfänglichem Zögern und lebte sie offen und selbstbewusst.

### Verhaftung
Nach der „Machtergreifung“ der Nationalsozialisten beschwerte sich Obermayer am 31. Oktober 1934 beim damaligen Leiter der Würzburger Bayerischen Politischen Polizei (B.P.P.), Josef Gerum, über die Kontrolle seiner Post. Gerum war 1920 der NSDAP beigetreten; Mitte April 1934 war der als „besonders homophob“ geltende Gerum von München nach Würzburg versetzt worden. Obermayer wurde am gleichen Tag unter dem Vorwurf der Spionage, der Verbindungen zur illegalen KPD und der Verbreitung von Gräuelnachrichten in „Schutzhaft“ genommen. Diese Beschuldigungen wurden in späteren Verhören Obermayers kaum thematisiert; ein wegen Landesverrat eingeleitetes Verfahren wurde im Juni 1936 eingestellt. Bei Durchsuchungen fand die Polizei in Obermayers Banksafe homoerotische Aktfotos und beschlagnahmte den Briefwechsel mit seinem umfangreichen Freundes- und Bekanntenkreis. In der Folgezeit wurden gegen mindestens 68 weitere Personen Ermittlungen eingeleitet. Gestützt auf Informationen Gerums, erschien am 7. November 1934 ein Bericht in der Mainfränkischen Zeitung:
„Anscheinend haben wir in der Person des Dr. Obermayer, Weinhändler, Würzburg, Wolframstraße 1, einen Vertreter jener Rasse erwischt, den man ohne Rücksicht auf seine Zugehörigkeit zum Stamm Manasse ruhig als einen der gemeinsten und moralisch minderwertigsten Menschen bezeichnen kann, die unter der Sonne wandeln. […] Also Dr. Obermayer […] ist auch heute noch ein Kommunist reinsten Wassers, er hat sich die Schweizer Staatsbürgerschaft zugelegt und ist – Jude. Er ist von jener gemeinen Veranlagung, die Mediziner Päderastie nennen und die der Volksmund mit anormal oder – nachsichtiger ausgedrückt – mit unglücklicher Veranlagung bezeichnet. […] Nun sind wir ihm auf der Spur. Wir wissen, daß wir in diesem Juden ein gemeingefährliches Individuum aufgespürt haben, das verdient hätte, auf eine andere Art und Weise gestraft zu werden, als durch eine humane Inschutzhaftnahme.“

Obermayer machte in den Verhören keine verwertbaren Aussagen, wies aber darauf hin, dass in der Umgebung des mainfränkischen Gauleiters Otto Hellmuth „Homosexuelle sitzen“ würden. Gerum nahm Ermittlungen auf, die am 5. Mai 1935 in einem zwölfseitigen Bericht an das bayerische Innenministerium über „Vorgänge bei der Gauleitung Mainfranken“ mündeten. Gauleiter Hellmuth forderte im Gegenzug die Ablösung Gerums und bezeichnete diesen als „zur Verwendung in der Politischen Polizei […] absolut untauglich“.
Dem Schweizer Generalkonsulat in München war die Verhaftung Obermayers vor dem 19. November 1934 bekannt geworden. Am 24. November bestätigte die Münchner Vertretung, dass Obermayer nicht die deutsche Staatsbürgerschaft besaß. Die alleinige Schweizer Staatsbürgerschaft war Voraussetzung eines Schutzes durch die Schweiz. Der Würzburger Rechtsanwalt Obermayers, Karl Rosenthal, versicherte den Schweizer Behörden, sein Mandant habe als bekennender Homosexueller keine strafbaren Handlungen begangen, vor allem sei er kein Kommunist. Auch schlug Rosenthal eine Ausweisung Obermayers in die Schweiz vor. Der Gesandte der Schweiz in Berlin, Paul Dinichert, und der Chef der Abteilung für Auswärtiges in Bern, Pierre Bonna, beschlossen Ende des Jahres 1934, nichts zu Gunsten Obermayers zu unternehmen, da dieser ihrer Ansicht nach schwer belastet sei. Eine Ausweisung Obermayers in die Schweiz setzte eine Eingabe des schweizerischen Generalkonsuls in München an die deutschen Behörden voraus. Die Eingabe unterblieb.

### KZ Dachau
Am 12. Januar 1935 wurde Obermayer von Gerum in das Konzentrationslager Dachau eingeliefert und dem dortigen Lagerkommandanten Heinrich Deubel übergeben. Die folgenden 21 Monate waren für Obermayer eine Abfolge von Folter, Verhören, mangelnder Hygiene, unzureichender medizinischer Versorgung, ungenügender Ernährung und Beschimpfungen bis hin zu Todesdrohungen. Neun Monate verbrachte er in einer Zelle, im bunkerartigen sogenannten Kommandanturarrest. Nach eigenen Angaben erfuhr Obermayer unter folgenden Umständen vom Tod seiner Mutter:
„Am 16. September früh nach dem Rasieren, durch Lang im Hof aufs grausamste mißhandelt. Anwesend noch Verwalter Kantschuster. Andere ohne weiteres vom Laufen dispensiert, meine diesbezügliche Bitte wegen Herzbeschwerden durch Lang und Kantschuster abgeschlagen. Lang befahl »Zelle 10«, seinen besonderen »Spezi«, neben mir zu laufen, mich vorwärts zu stoßen und zu treten, was »10« nach Kräften tat, er boxte auch in die Nieren, bis er mich niedergetreten hatte. Dann mußte ich zu Lang in sein Zimmer, er nahm einen Stock aus dem Schrank und drohte mir fürs nächste Mal 25 Hiebe an. Dann mußte ich erhitzt, mit jagendem Puls, angezogen unter die eiskalte Dusche, bis ich vom Rock bis zu den Schuhen tropfnaß war. Dann naß in den Hof zurück – es war recht kühl – und weiter marschiert. Hierauf wurde ich von Lang in Gegenwart von Kantschuster, naß in tropfnassen Kleidern, mit den Händen, Kopf nach unten, in Zelle 10 an den Bodenring gekettet. Hinsetzen mit Drohungen verboten. Mein Körper bildete einen Halbkreis! Ich fror jämmerlich, durch die Mißhandlung war ich aufs äußerste resp. total erschöpft. Um 11 Uhr kamen Kantschuster und Lang, schwenkten eine Depesche, Lang rief: »Wieder ein Jud' weniger, Ihre Mutter ist tot.« − Erst auf wiederholtes Bitten wurde ich losgekettet, trockene Sachen bekam ich nicht, mußte mich nackt in eine Decke hüllen. − So bekam ich vielleicht durch meine Mutter das Leben gerettet, ich hätte über Nacht so [angekettet bleiben]. Schreibsachen trotz Todesfall verweigert.“
Nach Bitten eines Verwandten Obermayers schlug der Schweizer Gesandte in Berlin, Paul Dinichert, eine Intervention beim deutschen Auswärtigen Amt vor, um Obermayer vor ein ordentliches Gericht zu bringen. Dieser Vorschlag wurde am 21. Februar 1935 vom Vorsteher des Eidgenössischen Departements für auswärtige Angelegenheiten, Bundesrat Giuseppe Motta, persönlich abgelehnt: Motta nannte eine Intervention „dem allgemeinen schweizerischen Interesse kaum förderlich“. Der Gesandte in Berlin wurde angewiesen, „angesichts der Art und Zahl der Leopold Obermayer zur Last gelegten sittlichen Verfehlungen“ nicht „zu Gunsten dieses in moralischer wie auch in politischer Hinsicht schwer kompromittierten und übrigens geständigen Schweizerbürgers“ zu intervenieren. Die Haltung der Schweiz änderte sich im August 1935 nach einem Gutachten des Eidgenössischen Justiz- und Polizeidepartements, wonach die im nationalsozialistischen Deutschland praktizierte „Schutzhaft“ gegenüber Ausländern nicht zulässig erscheine. Ende August bewilligte der Bundesrat eine Eingabe zu Gunsten eines ordentlichen Gerichtsverfahrens gegen Obermayer.

### Haftbefehl

Ausschnitt aus dem Bericht Obermayers über seine Haft im KZ Dachau

Am 11. September 1935 ordnete die Münchner Zentrale der B.P.P. an, gegen Obermayer sei ein richterlicher Haftbefehl zu erwirken oder er sei in Ausweisungshaft zu überführen. Am 23. September wurde Obermayer in das Gefängnis nach Würzburg, später ins nahe gelegene Ochsenfurt überstellt. Dort wurde Obermayer am 1. Oktober ein Haftbefehl wegen Vergehens gegen § 175 eröffnet. Im Gefängnis hielt Obermayer in einem auf den 2. Oktober datierten handschriftlichen, 16-seitigen Bericht die Umstände seiner Haft in Dachau fest. Dieses Dokument gilt als „ein Stück von besonderem Quellenwert“ unter den wenigen zeitgenössischen Berichten von Dachauer Häftlingen. Obermayer versuchte, den Bericht an seinen Anwalt Rosenthal weiterzuleiten, was dieser angesichts der Brisanz des Schriftstückes verweigerte. Der Bericht gelangte in die Hände der Polizei. Josef Gerum drängte in einem Fernschreiben vom 12. Oktober auf eine erneute Überstellung Obermayers ins Konzentrationslager: „Obermayer fürchtet allein mich und meine Maßnahmen. […] Die Gefahr einer ungehemmten Aussprache bei Gericht in Sachen Dachau ist zu groß. Merkwürdig ist, daß der Mann über jeden Vorfall in Dachau genaue Notizen geführt hat und sich selbst auf Tage und Stunden genau erinnern [kann] und diese Erinnerungen restlos schriftlich niedergelegt hat.“
Am 10. Oktober wurde Anwalt Karl Rosenthal für knapp drei Monate in „Schutzhaft“ genommen; zwei Tage später wurde Obermayer erneut ins KZ Dachau eingeliefert. Die Untersuchungshaft wurde am 15. Oktober aufgehoben, vom 29. Oktober datiert ein Schutzhaftbefehl, dem zufolge es sich bei Obermayer „um einen gefährlichen fremdländischen Staatsgegner handelt […], der noch vom Gefängnis aus den Versuch unternahm, durch seinen Rechtsbeistand Greuelnachrichten verbreiten und in das Ausland gelangen zu lassen.“ Die Überstellung Obermayers ins Konzentrationslager vor Aufhebung der Untersuchungshaft war nach damaliger Rechtslage rechtswidrig. Am 27. November äußerte Reichsjustizminister Franz Gürtner gegenüber Heinrich Müller vom Geheimen Staatspolizeiamt „schwere Bedenken“ gegen das Verfahren und verwies auf mögliche diplomatische Verwicklungen. Obermayer verfasste in Dachau, gestützt auf seine juristische Ausbildung, zahlreiche Beschwerden, unter anderem an Heinrich Himmler und Reichsstatthalter Franz von Epp, die jedoch bei der Zensur seiner Post beschlagnahmt wurden. In einem Schreiben an seine Schwester beklagte Obermayer, dass in Dachau keine anspruchsvolle Lektüre in den Kultursprachen Französisch, Englisch und Italienisch vorhanden sei. Die Folge des Briefes waren 21 Tage strenger Arrest. Die Aberkennung seines Doktorgrades durch die Frankfurter Universität akzeptierte Obermayer nicht: Dies widerspreche der Unschuldsvermutung und sei in der 1918 geltenden Promotionsordnung nicht vorgesehen gewesen.
Neuer Rechtsbeistand Obermayers wurde Fritz Ufer, der auch als Vertrauensanwalt des Schweizer Konsulats in München tätig war. Im Februar 1936 bezeichnete die Schweizer Gesandtschaft in Berlin die Behandlung Obermayers als ein „Katz- und Maus-Spiel, das jeder zivilisierten Ansicht von Aufgaben der Rechtspflege widerspricht“. Zuvor hatte die Schweiz eine Verbalnote an das deutsche Auswärtige Amt gerichtet. Einem Besuch Obermayers, der zeitweise im Münchner Gestapo-Gefängnis im Wittelsbacher Palais festgehalten wurde, stand Friedrich Kaestli vom Generalkonsulat skeptisch gegenüber:
„Von einem Besuch Obermayers möchte ich nach Möglichkeit so lange absehen, als dieser sich in den Händen der Schutzpolizei befindet. Bei der Einstellung des Häftlings, der von Natur aus unter Komplexen leidet, die durch den langen Aufenthalt im Konzentrationslager nicht besser geworden sind, wird mich ein Besuch in Verlegenheit bringen. Es ist mit Sicherheit zu erwarten, dass Obermayer seine aufgespeicherte Empörung über die ihm in Dachau zuteil gewordene Behandlung über mich zu ergießen versucht. Da mein Besuch nur in Begleitung eines Aufsichtsbeamten erlaubt würde, ist ebenso sicher zu erwarten, dass dieser dann die Unterhaltung sofort abbrechen würde, was ich mir gerne ersparen möchte. Immerhin wäre mir dieser Ausgang noch weniger unangenehm, als wenn Obermayer Gelegenheit hätte, mir seine Dachauer Erfahrungen bekanntzugeben, da ich ihn doch in der Hoffnung enttäuschen müsste, daraus etwas zu seinen Gunsten verwerten zu können. Der Fall erfordert mit seinem politischen Hintergrund in erster Linie eine Taktik der Zweckmäßigkeit, das formale Recht kommt erst in zweiter Linie.“
Kaestlis Haltung wurde von seinen Vorgesetzten in Bern gebilligt. Der Gesandte in Berlin, Paul Dinichert, plädierte hingegen für einen Besuch bei Obermayer: Von einem solchen Besuch versprach er sich eine „gewisse Beruhigung“, da Obermayer sich „ganz unbändig benehmen und die Polizei und Gefängnisbeamten durch fortwährende schriftliche Beschwerden sowie eine ungeheure Privatkorrespondenz in Harnisch bringen“ würde. Ob es tatsächlich zu einem Besuch des Konsuls bei Obermayer kam, ist nicht sicher bekannt.
Im Sommer 1936 verschlechterte sich die Lage des Gefangenen erheblich, als der zuständige Würzburger Untersuchungsrichter feststellte, dass Obermayer auch deutscher Staatsbürger sei. In späteren Auskünften an die Schweizer Gesandtschaft hieß es, die 1875 erfolgte Entlassung von Obermayers Vater aus der bayerischen Staatsbürgerschaft sei rechtsirrtümlich gewesen. Dies stand im Widerspruch zu früheren Auskünften der deutschen Behörden.

### Verurteilung
Am 24. September 1936 wurde Obermayer in das Gefängnis des Landgerichts Würzburg überführt. Zwei Tage zuvor hatte Günther Joël von der Zentralstaatsanwaltschaft im Reichsjustizministerium dies gegenüber der Würzburger Staatsanwaltschaft angeordnet; es hätten sich diplomatische Schwierigkeiten ergeben. Als Obermayer wenig später nach einem Geistlichen verlangte, wurde er seinen Worten zufolge einem „hochnotpeinlichen“ Verhör durch einen Staatsanwalt unterzogen. In einer Beschwerde schrieb er:
„In der Wahrnehmung meiner Rechte und in der Ablehnung jeder Diffamierung als Jude bin ich unnachgiebig, auch auf die Gefahr hin, mir dadurch in der Jetztzeit zu schaden. In puncto Recht und Gleichheit vor dem Gesetz lehne ich jetzt und künftig jeden Kompromiß ab. Ich weise auch die Unterstellung, daß ich irgendwie ein Rechtsgut verletzt hätte, zurück. Ich hoffe, daß auch für Ihr Land Deutschland der Tag kommen wird, wo man die Bestrafung der Homosexualität auf die gleiche Stufe wie die letzte Hexenverbrennung in Oberzell stellen wird. Vielleicht ist Ihnen bekannt, daß bis ca. 1862 in Bayern jede Form von homosexueller Betätigung straffrei war.“
Der Anwalt Obermayers, Fritz Ufer, riet seinem Mandanten, auf solche Beschwerden zu verzichten, da sie eine zunehmende Zahl von Beamten verärgern würden. Als Obermayer seinen Standpunkt verteidigte, sah sich Ufer beleidigt und legte am 7. Dezember 1936, zwei Tage vor Prozesseröffnung, sein Mandat nieder. Sein Mandant hatte zuvor eine Entschuldigung abgelehnt. Die erhaltene Gestapo-Akte über Obermayer lässt Absprachen zwischen Gestapo und Justiz im Vorfeld des Prozesses erkennen. Von zentraler Bedeutung war für die Gestapo, im Prozess eine Erörterung der Zustände in Dachau zu verhindern. Josef Gerum, seit 1. Oktober Leiter der Gestapo in Würzburg, berichtete am 4. November über Gespräche mit der Staatsanwaltschaft und dem zuständigen Landgerichtsdirektor: „Der Oberstaatsanwalt vermutet, daß Obermayer in seine Verteidigung die Person des Führers hineinziehen will, vielleicht erkläre, daß der Führer bis 30. Juli 1934 nicht gegen Homosexuelle war und von allen Taten des Heine und Röhm Kenntnis gehabt habe.“ Bereits am 29. Juni 1936 hatte der Vorsitzende des Würzburger Gerichts angekündigt, „in aller Schärfe durchgreifen“ zu wollen, und von einem Strafmaß von 19 Jahren und Sicherungsverwahrung gesprochen. In die Vorbereitungen der Gestapo war auch Josef Meisinger, der Leiter der neugegründeten Reichszentrale zur Bekämpfung der Homosexualität und Abtreibung, eingeschaltet. Meisinger führte später Obermayer als prominentes Beispiel für die Notwendigkeit seiner Reichszentrale an.
Für den Prozess vom 9. bis 13. Dezember wurde ein Referendar als Pflichtverteidiger bestellt. Die Öffentlichkeit war bei dem Prozess weitgehend ausgeschlossen, ein Vertreter der Schweiz war nicht anwesend. Zeitgleich fand in Davos der Prozess gegen David Frankfurter statt, der des Mordes am Schweizer NSDAP-Landesgruppenleiter Wilhelm Gustloff angeklagt war.
Nach Prozessberichten des Würzburger General-Anzeigers bezeichnete der Staatsanwalt den Fall als „eine nicht zu überbietende Schweinerei. Mit teuflischer Hemmungs- und Skrupellosigkeit sei der Angeklagte zu Werk gegangen. Weit mehr als die Geschlechtsgier müsse ihn dabei getrieben haben das Gesetz der Rasse.“ Dem Fränkischen Volksblatt zufolge verteidigte sich Obermayer vor Gericht überaus gewandt; wegen einer „gewissen Überheblichkeit“ habe er sich „von dem Vorsitzenden und vom Staatsanwalt ob seiner Ausfälle manche Zurechtweisung gefallen lassen“ müssen. Der Zeitung zufolge fürchtete der Angeklagte tendenziöse Presseberichte und verlangte hier Schutz durch das Gericht. „Daß er von Jugend auf homosexuell sei, gab der Angeklagte zu, es habe ihm dies schwer zu schaffen gemacht und er habe ob seines Gemütszustandes auch seinen Arzt gefragt, der ihm geraten habe, seiner Natur nach zu leben“, so das Fränkische Volksblatt. Obermayer selbst erklärte stets, dass er bei den Beziehungen, die er vor seiner Verhaftung 1934 auch mit weitaus jüngeren Männern hatte, nie die Grenzen des Strafgesetzbuches überschritten habe.

Schlagzeile des Stürmers zum Prozess gegen Leopold Obermayer

Am 13. Dezember 1936 verurteilte das Würzburger Landgericht Obermayer zu zehn Jahren Zuchthaus und Ehrverlust sowie anschließender Sicherungsverwahrung. Das Gericht sah 30 Fälle „widernatürlicher Unzucht“ mit Männern nach § 175 StGB als erwiesen an, in zwei Fällen wurde Obermayer freigesprochen und in fünf Fällen das Verfahren eingestellt. In der Voruntersuchung waren über 100 Fälle ermittelt worden, von denen die Mehrzahl wegen Verjährung eingestellt wurden. Sicherungsverwahrung wurde angeordnet, da Obermayer ein „gefährlicher Gewohnheitsverbrecher“ (§ 20a StGB) sei; es sei zu erwarten, „daß der Angeklagte nach seiner Entlassung aus dem Zuchthaus neuerdings erhebliche Angriffe gegen die strafrechtlich geschützte Geschlechtsehre von Männern unternehmen wird“. So sei in Obermayers Zelle ein Liebesbrief an einen Mitgefangenen gefunden worden.
Die in Nürnberg erscheinende antisemitische Wochenzeitung Der Stürmer machte im Dezember 1936 mit den Schlagzeilen „Satan vor Gericht. Der Prozeß gegen den jüdischen Männerverderber Obermayer. Schauerliche Schandtaten eines echten Talmudjuden“ auf. Im Januar 1937 kündigte der Stürmer an, jeden Anwalt Obermayers an den Pranger stellen zu wollen. Der Stürmer setzte diese Ankündigung in die Tat um; eine spätere Zivilklage eines Anwaltes gegen den Stürmer wurde abgewiesen.
Mit Hilfe eines neuen Anwaltes konnte Obermayer Revision gegen das Urteil einlegen. Das Leipziger Reichsgericht hob in Anwesenheit eines Beamten des Schweizer Konsulats das Urteil am 20. April 1937 teilweise auf. In der Neuverhandlung des Landgerichtes Würzburg wurde das Strafmaß von denselben Richtern am 16. Juni 1937 bestätigt.

### Tod im KZ Mauthausen

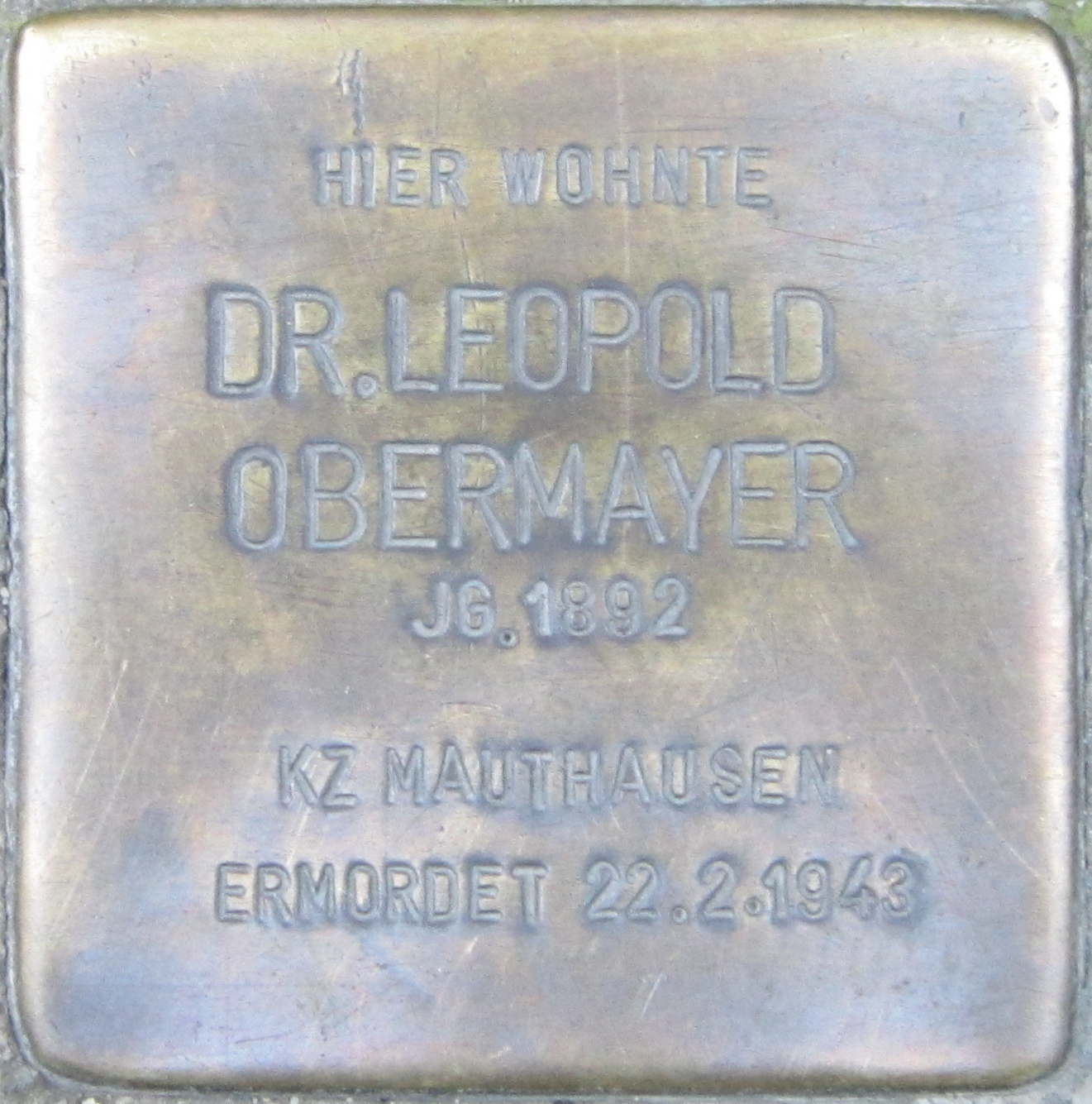
Stolperstein für Leopold Obermayer

Bis 1942 blieb Obermayer in den Zuchthäusern Amberg und Waldheim. Ende 1942 wurde er im Regierungsbezirk Zichenau in Schröttersburg an der Weichsel (polnisch: Płock) festgehalten. Nach nationalsozialistischem Recht befand er sich somit im Ausland und hatte als Jude entsprechend der 11. Verordnung zum Reichsbürgergesetz vom November 1941 seine umstrittene deutsche Staatsbürgerschaft verloren. Im Dezember 1942 forderte Obermayer beim Generalkonsulat in München zwei schriftliche Bestätigungen seiner Schweizer Staatsbürgerschaft an, was jedoch abgewiesen wurde.
Obermayer gehörte zu den Häftlingen, die nach einer Vereinbarung zwischen dem neuen Reichsjustizminister Thierack und Himmler von einer Kommission aus Justiz und SS ausgewählt und zur „Vernichtung durch Arbeit“ in die Konzentrationslager überstellt wurden. Unter unbekannten Umständen fand er am 22. Februar 1943 im KZ Mauthausen den Tod. Ein 1936 von Obermayer bestellter Schweizer Vormund vermutete im April 1943 Obermayers Tod, da Briefe als „unbekannt, verzogen“ zurückkamen. Obermayers Sterbeurkunde, ausgestellt vom „Standesamt Mauthausen II/Oberdonau“, wurde der Schweizer Gesandtschaft im Oktober 1943 mit einer Verbalnote übergeben.
Vor Obermayers Haus in der Würzburger Wolframstraße 1 wurde am 17. Juli 2006 ein Stolperstein verlegt.